# Le Sixième Jour (roman)
Pour les articles homonymes, voir Le Sixième Jour (homonymie).
Le Sixième Jour est un roman d'Andrée Chedid, publié en 1960 aux éditions Julliard. L'action se déroule en Égypte en 1948. C'est l'histoire de la vieille Om Hassan, qui va jusqu'au bout de ses forces pour que son petit-fils Hassan survive cinq jours au choléra : le sixième jour, elle en est sûre, il sera guéri.

## Résumé
Saddika élève son petit-fils Hassan, et d'ailleurs on l'appelle maintenant Om Hassan. Son mari Saïd, paralysé, est aussi à sa charge. Elle quitte cependant Le Caire pour une visite à son village natal, où sa famille a été anéantie par le choléra. Les rares survivants lui expliquent qu'aucun de ceux qui sont partis à l'hôpital n'est revenu, et que sa place n'est pas au village, mais au Caire avec ceux dont elle a le soin.
De retour chez elle, Om Hassan voit l'instituteur frappé à son tour par la maladie. Il la supplie d'envoyer Hassan, qu'il pense contaminé, à l'hôpital. Mais au moment de monter dans l'ambulance, il dit aussi qu'il reviendra sûrement au sixième jour : « Ou bien on meurt, ou bien on ressuscite ». Il ne revient pas le sixième jour, ni le septième. Pourtant, lorsque le petit Hassan présente à son tour les symptômes, sa grand-mère décide de le cacher plutôt que de le confier à l'hôpital. Malgré tous les obstacles, elle va l'emporter et descendre le Nil vers la mer purificatrice, en attendant le sixième jour.

## Éditions
Le livre, édité aux Éditions Julliard en 1960. ayant eu beaucoup de succès, a été réédité à de nombreuses reprises, y compris dans des collections pour la jeunesse, public qui n'était pas visé par l'auteur.
Les rééditions sont : Presses de la Cité, 1968 ; Flammarion, 1971 ; Le Livre de poche, 1976 ; Castor Poche, 1985 ; J'ai lu no 2529, 1989 ; Librio, 1994.

## Adaptation au cinéma
Le cinéaste égyptien Youssef Chahine a réalisé d'après ce roman, avec la participation d'Andrée Chedid au scénario, un film sorti en 1986 : Le Sixième Jour avec notamment dans le rôle de Saddika la célèbre artiste franco-égyptienne et italienne Dalida.